# Svinia
Svinia est un village de Slovaquie situé dans la région de Prešov.

## Histoire
Première mention écrite du village en 1249.

## Démographie

### Évolution de la population
| Année:               | 1994. | 2004.    | 2014.    | 2024.    |
| -------------------- | ----- | -------- | -------- | -------- |
| Nombre de personnes: | 1159  | 1452     | 2086     | 2673     |
| Différence:          |       | +25,28 % | +43,66 % | +28,13 % |

| Année:               | 2023. | 2024.   |
| -------------------- | ----- | ------- |
| Nombre de personnes: | 2566  | 2673    |
| Différence:          |       | +4,16 % |